# Жаспар, Анри
Анри́ Жаспа́р (фр. Henri Jaspar; 28 июля 1870, Схарбек — 15 февраля 1939, Сен-Жиль) — бельгийский католический государственный деятель, премьер-министр Бельгии (1926—1931).

## Биография
Родился в зажиточной семье.
Жаспар происходит из старого бельгийского патрицианского рода. Получил докторскую степень в области юридических наук. Во время своей юридической карьеры особое внимание уделял вопросам защиты детей, являлся одним из разработчиков «Закона о защите детей» (1912).
Представлял Льеж в Палате представителей бельгийского парламента с 1919 до 1936 года. Помимо ювенальной проблематики внес большой вклад в решение проблемы репараций и оккупации Рура, а также в принятие закона «О языке» (1930).
Неоднократно входил в правительство страны:
- 1918—1920 гг. — министр экономики, провел реформы в сферах промышленности и торговли,
- 1920 г. — министр внутренних дел,
- 1920—1924 гг. — министр иностранных дел. На этом посту добился вступления Бельгии в Лигу наций и представительства в Постоянной палате международного правосудия в Гааге. Сыграл значительную роль в создании Бельгийско-Люксембургского экономического союза в 1921 году. Королём ему было присвоено звание государственного министра,
- 1926—1931 гг. — премьер-министр Бельгии, одновременно исполнял обязанности министра внутренних дел и здравоохранения (1926—1927), вновь министра внутренних дел (1931) и министра по делам колоний (1927—1929, 1930—1931). На посту главы правительства столкнулся с последствиями мирового экономического кризиса. Пытался преодолеть негативные тренды в национальной экономике через девальвацию, создание новых налогов, реструктуризацию государственного долга, национализацию железных дорог и финансирование общественных работ. Тем не менее эти усилия привели в конченом счете к «Черной пятнице» 25 октября 1929, после чего началось реальное оживление экономики.
- 1932—1934 гг. — министр финансов,
- 1934 г. — министр иностранных дел Бельгии.

В 1939 г. ему было предложено сформировать правительство, но не из-за отказа Социалистической партии эта попытка провалилась. Через 26 часов политик скоропостижно скончался.
Похоронен на Схарбекском кладбище под Брюсселем.
В 1924—1939 гг. являлся председателем Союза по защите детей.
Изображен на бельгийской почтовой марке 1964 года.